# The Oncoming Storm
The Oncoming Storm – drugi album studyjny amerykańskiej grupy muzycznej Unearth, wydany 29 czerwca 2004 nakładem Metal Blade Records.

## Lista utworów
1. "The Great Dividers" – 4:02
2. "Failure" – 3:12
3. "This Lying World" – 4:17
4. "Black Hearts Now Reign" – 4:03
5. "Zombie Autopilot" – 4:10
6. "Bloodlust Of The Human Condition" – 3:28
7. "Lie To Purify" – 3:41
8. "Endless" – 3:23
9. "Aries" – 2:40
10. "Predetermined Sky" – 4:05
11. "False Idols" – 3:43

Utwory bonusowe na reedycji:
12. "One Step Away" – 3:18
13. "The Charm" – 3:13
Reedycja wydana 18 października 2005 zawierała także dodatek DVD z koncertów, zdjęcia zza sceny, wywiady, materiał z sesji nagrywaniowej albumu oraz czterdy teledyski.

## Teledyski
- "The Great Dividers" (2004, reż: Dale Resteghini i My Good Eye Films)[3][4]
- "Endless" (2005, reż: Jerry Clubb, Jon Biddle i Mental Suplex Videos)[5][6]
- "Zombie Autopilot" (2005, reż: Greg Kaplan)[7][8]
- "Black Hearts Now Reign" (2005, reż: Doug Spangenberg i High Roller Studios)[9][10]

## Twórcy
Skład zespołu
- Trevor Phipps – śpiew
- Buz McGrath – gitara
- Ken Susi – gitara, dodatkowy śpiew w utworach "Endless", "Black Hearts Now Reign", "Lie to Purify"
- John „Slo” Maggard – gitara basowa, gitara, fortepian w utworze "Aries"
- Mike Justian – perkusja

Udział innych
- Adam Dutkiewicz - produkcja muzyczna, inżynier dźwięku, miksowanie
- Alan Douches - mastering